# Piazza Fontana (film)
Pour plus de détails, voir Fiche technique et Distribution.
Piazza Fontana (italien : Romanzo di una strage) est un film italien réalisé par Marco Tullio Giordana, sorti en 2012. 
Il s'agit d'une adaptation libre de l'ouvrage Il segreto di Piazza Fontana (Le Secret de piazza Fontana) du journaliste Paolo Cucchiarelli, paru chez Ponte alle Grazie.
Le film, tourné à Turin et à Milan, évoque l'attentat de la piazza Fontana survenu le 12 décembre 1969, à Milan, ainsi que les faits tragiques consécutifs, qu'il s'agisse des différentes pistes explorées par la justice, de l'affaire de la mort de Giuseppe Pinelli disparu mystérieusement au cours d'un interrogatoire, ou de l'affaire de la mort, plus tard, du commissaire Luigi Calabresi qui dirigeait l'enquête.
Piazza Fontana a été récompensé en 2012 au Prix David di Donatello,, au Festival international du film de Karlovy Vary, aux Rubans d'argent, au Ciak d'oro, aux YouMovie Awards, et au Festival du film italien de Villerupt.

## Synopsis
À Milan, le 12 décembre 1969, sur la Piazza Fontana, en milieu d'après-midi, une explosion dévaste l'agence de la Banque nationale de l'Agriculture, encore pleine de clients. Dix-sept personnes périssent et quatre-vingt huit autres sont grièvement blessées. Au même moment, à Rome, trois autres bombes explosent, et un autre engin qui n'a pas explosé est retrouvé à Milan. Il est évident qu'il s'agit d'un plan subversif concerté.
La préfecture de police de Milan privilégie initialement la piste anarchiste. Mais, au bout de plusieurs mois, la vérité émerge et révèle une conspiration liant milieux néo-nazis et secteurs déviants des services secrets. L'attentat de la piazza Fontana inaugure la longue période des attentats et des violences des années de plomb en Italie.
Au cours des trente-trois années suivantes, divers et nombreux procès se tiennent aux endroits les plus variés, et se concluent par des jugements contradictoires. À la fin, tous sont acquittés. Pour la justice italienne, l'attentat de la Piazza Fontana n'a pas de coupables.

## Fiche technique
- Titre du film : Piazza Fontana
- Titre original : Romanzo di una strage
- Réalisation : Marco Tullio Giordana
- Scénario : Marco Tullio Giordana, Sandro Petraglia et Stefano Rulli d'après le récit de Paolo Cucchiarelli
- Photographie : Roberto Forza - Couleur 2,35 : 1
- Musique : Franco Piersanti
- Son : Fulgenzio Ceccon
- Montage : Francesca Calvelli
- Décors : Giancarlo Basili
- Costumes : Francesca Sartori
- Production : Riccardo Tozzi pour Cattleya, Babe Films, Rai Cinema
- Durée : 129 minutes
- Lieux de tournage : Milan, Lombardie
- Pays d'origine :  Italie
- Distribution en France : Bellissima Films
- Sortie en Italie : 30 mars 2012
- Sortie en France : 28 novembre 2012

## Distribution
- Valerio Mastandrea : Luigi Calabresi
- Pierfrancesco Favino : Giuseppe Pinelli
- Bob Marchese : Président juge Carlo Biotti
- Michela Cescon : Licia Pinelli
- Laura Chiatti : Gemma Calabresi
- Fabrizio Gifuni : Aldo Moro
- Luigi Lo Cascio : juge Paolillo
- Giorgio Colangeli : Federico Umberto D'Amato
- Omero Antonutti : Giuseppe Saragat
- Thomas Trabacchi : Marco Nozza
- Giorgio Tirabassi : le professeur
- Fausto Russo Alesi : Guido Giannettini
- Giorgio Marchesi : Franco Freda
- Denis Fasolo : Giovanni Ventura
- Andrea Pietro Anselmi : Guido Lorenzon
- Sergio Solli : préfet de police Marcello Guida
- Stefano Scandaletti : Pietro Valpreda
- Antonio Pennarella : brigadier Vito Vanessa
- Giacinto Ferro : Antonio Allegra
- Giulia Lazzarini : mère Pinelli
- Alessio Vitale : Pasquale Valitutti
- Benedetta Buccellato : Camilla Cederna
- Bruno Torrisi : colonel des carabiniers Pio Alferano
- Francesco Salvi : Cornelio Rolandi
- Marco Zannoni : Junio Valerio Borghese
- Diego Ribon : juge Giancarlo Stiz
- Fabrizio Parenti : Giangiacomo Feltrinelli
- Gianni Musy : confesseur de Moro
- Giovanni Visentin : Maggiore Genio
- Gianmaria Martini : Enrico Rovelli
- Corrado Invernizzi : juge Pietro Calogero
- Paolo Bonanni : lieutenant des carabiniers Savino Lograno
- Giovanni Federico : lieutenant de police de la route Pietro Muccilli
- Claudio Casadio : brigadier de police de la route Carlo Mainardi
- Angelo Raffaele Piasani : vice brigadier de police de la route Giuseppe Caracuta
- Maurizio Tabani : juge Teonestro Cerri
- Davide Paganini : agent Salvatore Ippolito
- Edoardo Natoli : Mario Merlino
- Francesco Sciacca : Nino Sottosanti
- Giovanni Anzaldo : jeune anarchiste
- Marcello Prayer : Stefano Delle Chiaie
- Angelo Costabile : carabinier
- Lorenzo Gioielli : juge tribunal de Rome
- Gianluigi Fogacci : Corrado Staiano
- Vittorio Ciorcalo : Aldo Palumbo
- Irmo Bogino : Giampaolo Pansa
- Alessandro Bressanello : député Mariano Rumor
- Riccardo Maranzana : avocat de Lorenzon
- Roberto Sbaratto : maréchal Alvise Munari
- Riccardo Von Hoenning Cicogna : Guelfo
- Miro Landoni : député Luigi Gui
- Giovanni Capalbo : général Guido Vedovato
- Lollo Franco : député Franco Restivo
- Edoardo Rossi : Ruggero Pan
- Luca Zingaretti : médecin du tribunal

## Réactions
Le premier écho que le film suscite est celui de Adriano Sofri, condamné pour l'homicide du commissaire Luigi Calabresi. Au lendemain de la première représentation du film, il conteste intégralement la reconstitution des faits fondée sur des sources anonymes qui voudraient faire passer la thèse d'un « double attentat », que ce soit dans le livre dont le film s'inspire librement ou dans le film lui-même. Il publie en un temps record (le 31 mars 2012) un livre de 132 pages intitulé 43 anni. Piazza Fontana, un libro, un film (43 ans, piazza Fontana - un livre, un film) pour rétablir, selon lui, la vérité historique. Pour cela, il utilise amplement des éléments qui sont à présent devenus publics.
Une autre réaction qui a attiré l'attention est celle de Mario Calabresi, fils du Commissaire Luigi Calabresi, qui a qualifié le film de « courageux et nébuleux en même temps », puisqu'il montre clairement l'absence de son père dans la pièce lors de la mort de Pinelli, mais n'approfondit pas la campagne menée par le journal d'extrême-gauche Lotta continua, empêchant ainsi de comprendre pleinement la condamnation. Actuel directeur du journal La Stampa, Mario Calabresi a publié en 2007 son histoire dans un livre intitulé Spingendo la notte più in là, traduit en français sous le titre Sortir de la nuit.

## Distinctions

### Prix
- Prix David di Donatello 2012 :
  - Meilleure actrice dans un rôle secondaire pour Michela Cescon
  - Meilleur acteur dans un rôle secondaire pour Pierfrancesco Favino
  - Meilleurs effets spéciaux visuels pour Stefano Marinoni et Paola Trisoglio
- Festival international du film de Karlovy Vary 2012 :
  - Prix spécial du jury
  - Label Europa Cinemas
- Rubans d'argent 2012 :
  - Meilleur scénario pour Marco Tullio Giordana, Sandro Petraglia et Stefano Rulli
  - Meilleur acteur principal pour Pierfrancesco Favino
  - Meilleure actrice dans un rôle secondaire pour Michela Cescon
- Ciak d'oro 2012 :
  - Meilleur acteur dans un rôle secondaire pour Pierfrancesco Favino
  - Meilleure bande sonore pour Franco Piersanti
  - 2e place pour le meilleur acteur principal pour Valerio Mastandrea
  - 3e place pour le meilleur film pour Marco Tullio Giordana
- YouMovie Awards 2012 : meilleure interprétation dans un film italien pour Valerio Mastandrea
- Festival du film italien de Villerupt 2012 : Amilcar de la presse

### Nominations
- Prix David di Donatello 2012 :
  - Meilleur film pour Riccardo Tozzi, Giovanni Stabilini et Marco Chimenz
  - Meilleur réalisateur pour Marco Tullio Giordana
  - Meilleur scénario pour Marco Tullio Giordana, Sandro Petraglia et Stefano Rulli
  - Meilleur producteur pour Riccardo Tozzi, Giovanni Stabilini et Marco Chimenz
  - Meilleur acteur principal pour Valerio Mastandrea
  - Meilleur acteur dans un second rôle pour Fabrizio Gifuni
  - Meilleure photographie pour Roberto Forza
  - Meilleure mise en scène pour Giancarlo Basili
  - Meilleurs costumes pour Francesca Livia Sartori
  - Meilleur maquillage pour Enrico Iacoponi
  - Meilleures coiffures pour Ferdinando Merolla
  - Meilleur montage pour Francesca Calvelli
  - Meilleure prise de son pour Fulgenzio Ceccon
- Globe d'or 2012 :
  - Meilleur film pour Marco Tullio Giordana
  - Meilleur scénario pour Marco Tullio Giordana, Sandro Petraglia et Stefano Rulli
  - Meilleur acteur pour Valerio Mastandrea
- Rubans d'argent 2012 :
  - Réalisateur du meilleur film pour Marco Tullio Giordana
  - Meilleur producteur pour Riccardo Tozzi, Giovanni Stabilini et Marco Chimenz
  - Meilleur acteur dans un second rôle pour Fabrizio Gifuni
  - Meilleure mise en scène pour Giancarlo Basili
  - Meilleur montage pour Francesca Calvelli
  - Meilleure prise de son pour Fulgenzio Ceccon
- Trailers FilmFest 2012 : meilleur poster de film italien : Internozero Comunicazione
- Ciak d'oro 2012 :
  - Meilleure actrice dans un second rôle pour Michela Cescon
  - Meilleur scénario pour Marco Tullio Giordana, Sandro Petraglia et Stefano Rulli
  - Meilleur montage pour Francesca Calvelli
  - Meilleure mise en scène pour Giancarlo Basili
  - Meilleurs costumes pour Francesca Livia Sartori
  - Meilleur producteur pour Riccardo Tozzi, Giovanni Stabilini et Marco Chimenz
- YouMovie Awards 2012 :
  - Meilleur film italien pour Riccardo Tozzi, Giovanni Stabilini et Marco Chimenz
  - Meilleure réalisation italienne pour Marco Tullio Giordana
  - Meilleure interprétation dans un film italien pour Michela Cescon

## Erreur
- Dans la scène où on présente les résultats de la contre-enquête à Aldo Moro (Fabrizio Gifuni), Aldo Moro se rappelle la tentative de coup d'État de 1964. Dans cette scène, il est affirmé que Aldo Moro et Giuseppe Saragat ont affronté le Président de la République d'alors, Antonio Segni, en qualité respectivement de Président du Conseil et de Ministre de la Défense. En réalité, Saragat n'a jamais occupé un tel poste, et à l'époque il occupait celui de Ministre des Affaires Étrangères.

### Source de traduction
- (it) Cet article est partiellement ou en totalité issu de l’article de Wikipédia en italien intitulé « Romanzo di una strage » (voir la liste des auteurs).